# Spirama macromacula
Spirama macromacula är en fjärilsart som beskrevs av Embrik Strand 1914. Spirama macromacula ingår i släktet Spirama och familjen nattflyn. Inga underarter finns listade i Catalogue of Life.